# Central nuclear de Oconee

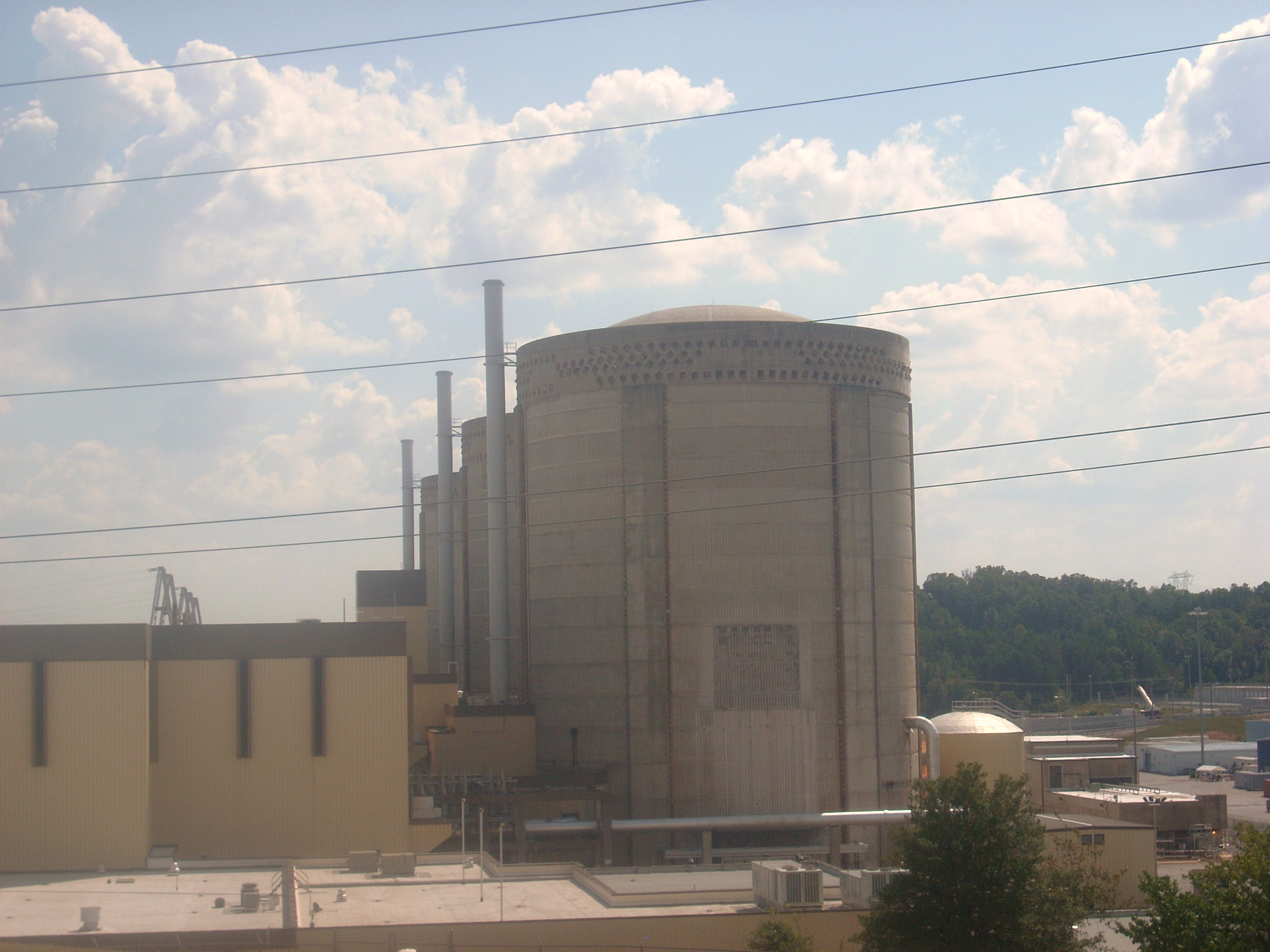
Central nuclear de Oconee

La central nuclear de Oconee está situada en Seneca, Carolina del Sur, y tiene una capacidad de potencia de salida de más de 2500 megavatios. Es la segunda central nuclear de Estados Unidos a la que se le ha otorgado prórroga de su autorización por la Nuclear Regulatory Commission (le precede la planta Calvert Cliffs en Maryland).
Esta planta cuenta con tres reactores de agua a presión de Babcock and Wilcox y su funcionamiento corre a cargo de Duke Power.
De acuerdo con la web de Duke Power', la planta ha generado más de 500 millones de megavatios hora de electricidad, y es la "primera planta nuclear de los Estados Unidos en alcanzar este hito." 